# خوان غونزاليس كالديرون
خوان غونزاليس كالديرون (بالإسبانية: Juan González Calderón)‏ (6 أكتوبر 1975 بسانتياغو في تشيلي - ) هو لاعب كرة قدم تشيلي في مركز الدفاع. لعب مع أوداكس إيتاليانو ونادي أونيفرسيداد دي تشيلي وسانتياغو مورنينغ ‏ ونادي كوكيمبو أونيدو وDeportes Temuco ‏ وديبورتيس ماجالانز وديبورتيس إيكيكي وأونيفرسيداد دي كونسيبسيون ‏.

## وصلات خارجية
- خوان غونزاليس كالديرون على موقع إي إس بي إن إف سي (الإنجليزية)
- خوان غونزاليس كالديرون على موقع قاعدة بيانات كرة القدم.إي يو (الإنجليزية)